# Dominique Rabaté
Œuvres principales
Louis-René des Forêts : La Voix et le Volume (1991, 2002) 
Vers une littérature de l'épuisement (1991) 
Le Roman français depuis 1900 (1998) 
Poétiques de la voix (1999) 
Le Chaudron fêlé (2006) 
Le Roman et le Sens de la vie (2010)
Dominique Rabaté, né le 20 septembre 1960 à Bordeaux, est essayiste, critique et professeur de littérature française moderne et contemporaine. Spécialiste de Louis-René des Forêts, il enseigne la littérature française du XXe siècle à Université de Paris .

## Biographie
Ancien élève de l'École normale supérieure et agrégé de lettres modernes en 1982, Dominique Rabaté enseigne d'abord aux États-Unis au Massachusetts Institute of Technology, à l'université Brandeis, puis à l'université d'Oslo en Norvège. Il enseigne la littérature à Poitiers avant de soutenir sa thèse de doctorat à l’université Paris VII - Diderot en 1989 sous le titre « Sujet et voix dans le récit contemporain : vers une littérature de l’épuisement (l’œuvre de Louis-René des Forêts) ».
Élu maître de conférences à l'université Bordeaux III, puis professeur de littérature française moderne et contemporaine, il est membre junior de l'Institut universitaire de France de 2000 à 2005. Entre 1998 et 2007, il est directeur de l'équipe de recherches « Modernités » à l'université Bordeaux III qui  publie la collection du même nom aux presses universitaires de Bordeaux. En 2016, il est directeur-adjoint de l’équipe de recherches CERILAC d'Université de Paris, avant de prendre la direction de l'équipe en 2019.
Spécialiste plus généralement du « récit » au XXe siècle et de l'« écriture blanche », Dominique Rabaté s'intéresse aux croisements du roman et d'autres formes génériques, aux questions de voix dans la littérature moderne.

### Livres
- Limites de l'empathie, Paris, José Corti, 2025.
- Petite physique du roman, Paris, José Corti, coll. « Les Essais », 2019.
- La Passion de l'impossible. Une histoire du récit au XXe siècle, Paris, José Corti, coll. « Les Essais », 2018.
- Désirs de disparaître, une traversée du roman français contemporain, Paris, Tangence, 2015.
- Gestes lyriques, Paris, José Corti, 2013.
- Le Roman et le Sens de la vie, Paris, José Corti, 2010.
- Pascal Quignard : Étude de l’œuvre, Paris, Bordas, coll. « Écrivains au présent », 2008.
- Marie NDiaye, Paris, Culturesfrance, 2007.
- Le Chaudron fêlé, Paris, José Corti, 2006.
- Louis-René des Forêts : La Voix et le Volume, Paris, José Corti, 1991, édition revue et augmentée en 2002.
- Poétiques de la voix, Paris, José Corti, 1999.
- Le Roman français depuis 1900, Paris, Presses universitaires de France, coll. « Que sais-je ? », 1998.
- Vers une littérature de l'épuisement, Paris, José Corti, 1991.

### Directions d'ouvrages
- Lire Olivier Cadiot, avec Pierre Zaoui (publié à la suite du colloque « Olivier Cadiot – Expérience morte, expérimentez ! » à l'Université Paris-Diderot, du 30 septembre au 2 octobre 2015), Les Presses du réel, 2020.
- Emmanuel Carrère, faire effraction dans le réel, avec Laurent Demanze, POL, 2018
- Fabula. Colloques en ligne : « Usages de Nicolas Bouvier », codirection avec Alexandre Gefen et Olivier Bessard Banquy, 2017.
- Les Mondes de Jean-Benoît Puech, avec Pierre Lecœur, Classiques Garnier, 2016.
- Textuel n° 4: Que reste-t-il de la beauté ?, codirigé avec Marik Froidefond, Hermann, 2016.
- Revue critique de fixxion française contemporaine, en ligne, codirection avec Alexandre Gefen du numéro 13 : « Fictions de l’intériorité  », décembre 2016.
- Les Lieux de Pascal Quignard, avec Agnès Cousin et Chantal Lapeyre, « Les Cahiers de la NRF », Gallimard, 2014.
- Cahier de l’Herne Maurice Blanchot, avec Éric Hoppenot, 2014.
- Modernités 33 : Nihilismes ?, avec Éric Benoit, Presses Universitaires de Bordeaux, 2012.
- Modernités 31 : En quel nom parler ?, Presses universitaires de Bordeaux, 2010.
- Écritures blanches, avec Dominique Viart, Presses de l’université de Saint-Étienne, 2009.
- Modernités 29 : Puissances du mal, avec Pierre Glaudes, PUB, 2008.
- Littérature et Sociologie, avec Philippe Baudorre et Dominique Viart, PUB, coll. « Sémaphores », 2007.
- Modernités 25 : L'Art et la Question de la valeur, PUB, 2007.
- Modernités 21 : Deuil et Littérature, avec Pierre Glaudes, PUB, 2005.
- Poésie et Autobiographie, avec Éric Audinet, rencontres de Marseille des 17 et 18 novembre 2000, CipM et Farrago, 2004.
- Modernités 19 : L'Invention du solitaire, PUB, 2003
- Modernités 15 : Écritures du ressassement, avec Éric Benoit, Michel Braud, Jean-Pierre Moussaron et Isabelle Poulin, PUB, 2001
- Modernités 14 : Dire le secret, PUB, 2001
- Modernités 11 : L'Instant romanesque, PUB, 1998
- Figures du sujet lyrique, Presses universitaires de France, Paris 1996
- Cahier Louis-René des Forêts, avec Jean-Benoît Puech, Le Temps qu’il fait, Cognac, 1991

### Textes en ligne
- « L'Insuffisance du commentaire », extrait de Poétiques de la voix. (Sur remue.net., consulté le 29 décembre 2011.)
- « ‘‘Le chaudron fêlé’’ : la voix perdue et le roman », Études françaises, vol. 39, no 1,‎ 2003, p. 25-37 (lire en ligne)
- Entretien avec Dominique Rabaté, sur la notion de « littérature de l'épuisement ». (Sur Prétexte Éditeur, consulté le 29 décembre 2011.)
- "Fixxion" http://www.revue-critique-de-fixxion-francaise-contemporaine.org/rcffc Revue critique de fiction française contemporaine